# St. Georg (Frohnleiten)

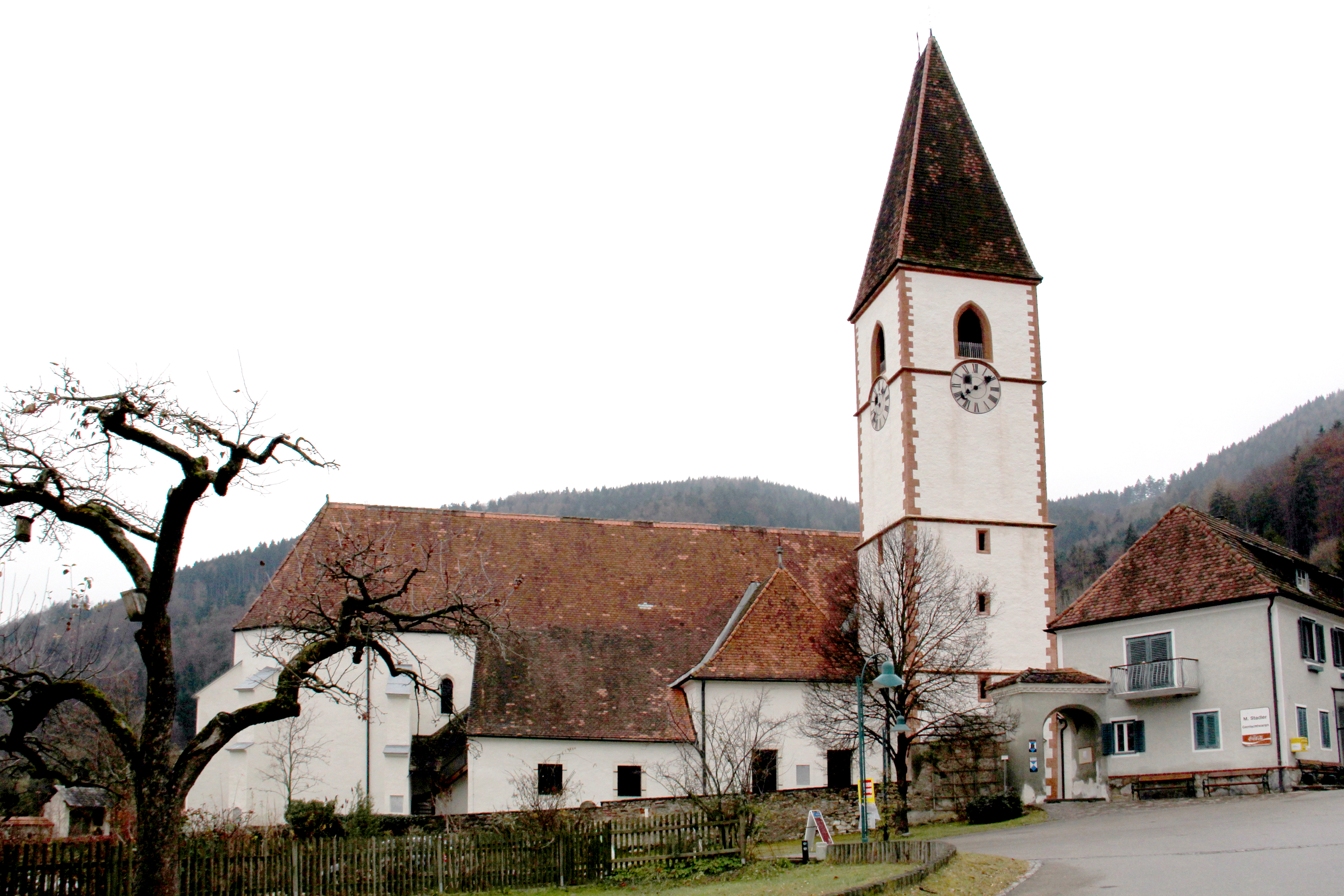
Nordseite der Georgskirche

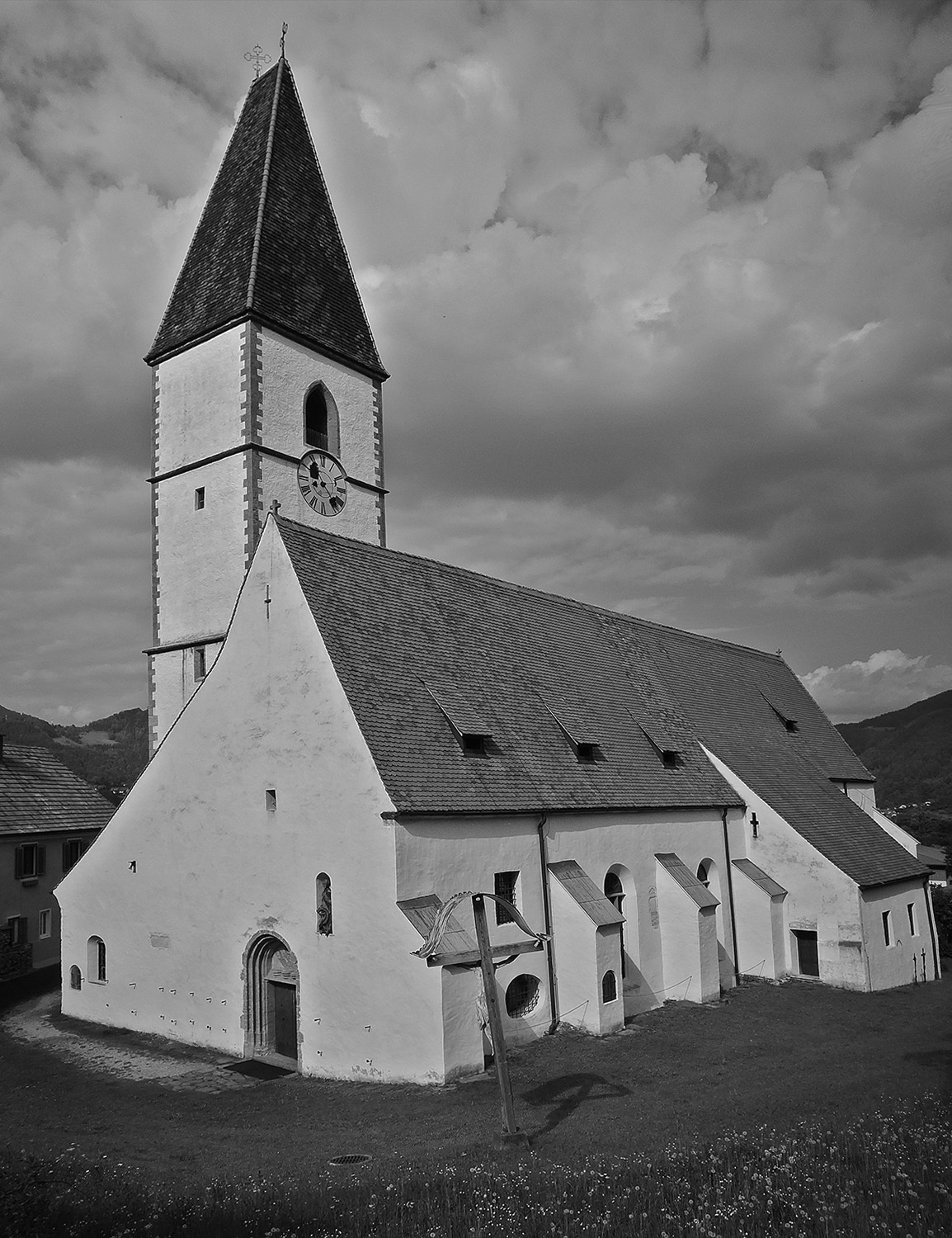
Georgskirche

Die Kirche hl. Georg ist eine römisch-katholische Filialkirche im Ort Adriach in der Gemeinde Frohnleiten in der Steiermark. Sie wurde zu Beginn des 11. Jahrhunderts von Graf Markwart IV. errichtet und zählt zu den ältesten erhaltenen Kirchen der Steiermark.

## Geschichte

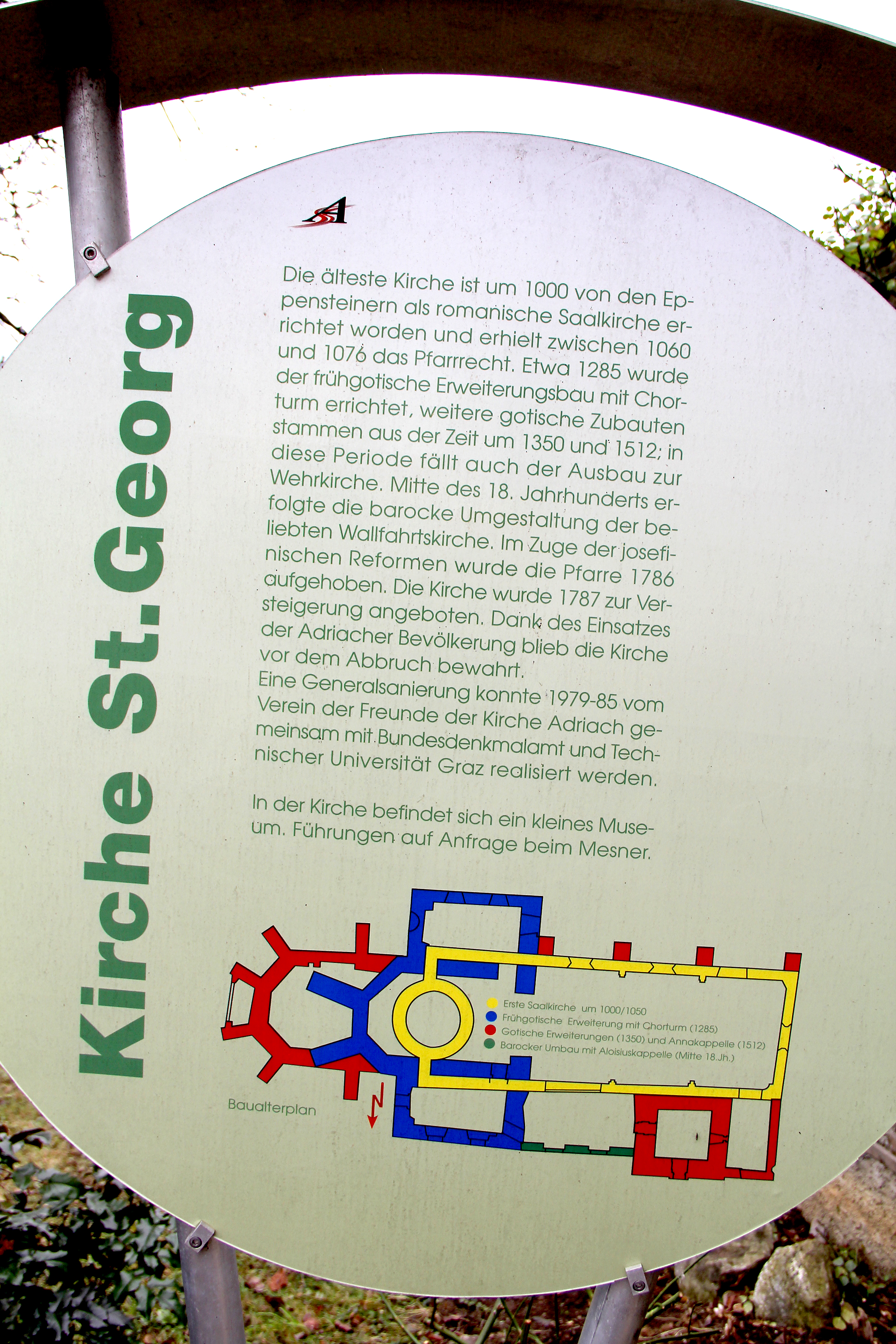
Baualtersystemplan nach F. Bouvier und H. Neuwirth

Die Kirche wurde um 1050 von Graf Markwart IV. erbaut und war ursprünglich eine Filiale der Gratweiner Pfarrkirche. Zwischen 1060 und 1076 wurde sie eine eigenständige Pfarre, der auch die Katharinenkirche und die heute nicht mehr erhaltene Kirche St. Mauritius in Frohnleiten als Filialen unterstellt waren. Vor allem im 18. Jahrhundert war Adriach ein beliebter Wallfahrtsort, der unter anderem auch mehrfach von Kaiserin Maria Theresia besucht wurde.
Im Zuge der von Kaiser Joseph II. durchgeführten Reformen ging die Pfarre Adriach im Jahr 1785 an das Servitenkloster in Frohnleiten. Da die Adriacher Kirche damit nicht mehr benötigt wurde, kam es am 13. April 1787 zu einer öffentlichen Versteigerung, bei der sie von drei Bauern ersteigert und somit vor der Zerstörung gerettet wurde. Später wurde sie der Gemeinde Adriach unter der Bedingung, dass diese für die Erhaltung aufzukommen hat, übergeben. Seit dieser Zeit ist die Kirche in Adriach eine Filiale der Frohnleitner Pfarrkirche. Adriach kam später durch eine Gemeindezusammenlegung zu Rothleiten, das heute wiederum eine Katastralgemeinde von Frohnleiten ist.
Ab 1978 wurde mit einer grundlegenden Restaurierung des Kirchengebäudes begonnen, die 1985 abgeschlossen wurde. Der zu diesem Anlass gegründete „Verein der Freunde der Kirche von Adriach“ machte es sich zudem zur Aufgabe, exakte Planaufnahmen erstellen zu lassen, die als weitere Grundlage für die Erforschung der älteren Bauabschnitte sowie zur statischen Sanierung herangezogen werden sollten. Zu diesem Zweck kam es zu einer interdisziplinären Zusammenarbeit des Vereins mit mehreren Instituten der Technischen Universität Graz. Innerhalb von sieben Jahren wurden exakte Bauaufnahmen, eine gründliche Innen- und Außenrestaurierung, eine die Bausubstanz sichernde bautechnische Sanierung sowie eine bauarchäologische Untersuchung durchgeführt. Während der statischen Untersuchungen wurden Überreste von älteren Kirchenbauten, so etwa die Reste einer romanischen Krypta, im aufgehenden Mauerwerk sowie unter dem heutigen Niveau des Fußbodens festgestellt. Diese wurden gesichert und in ablesbarer Form zugängig gemacht.
Wegen während der Restaurierungsarbeiten entdeckten Funde wurde ein eigenes Museum eingerichtet.

## Architektur

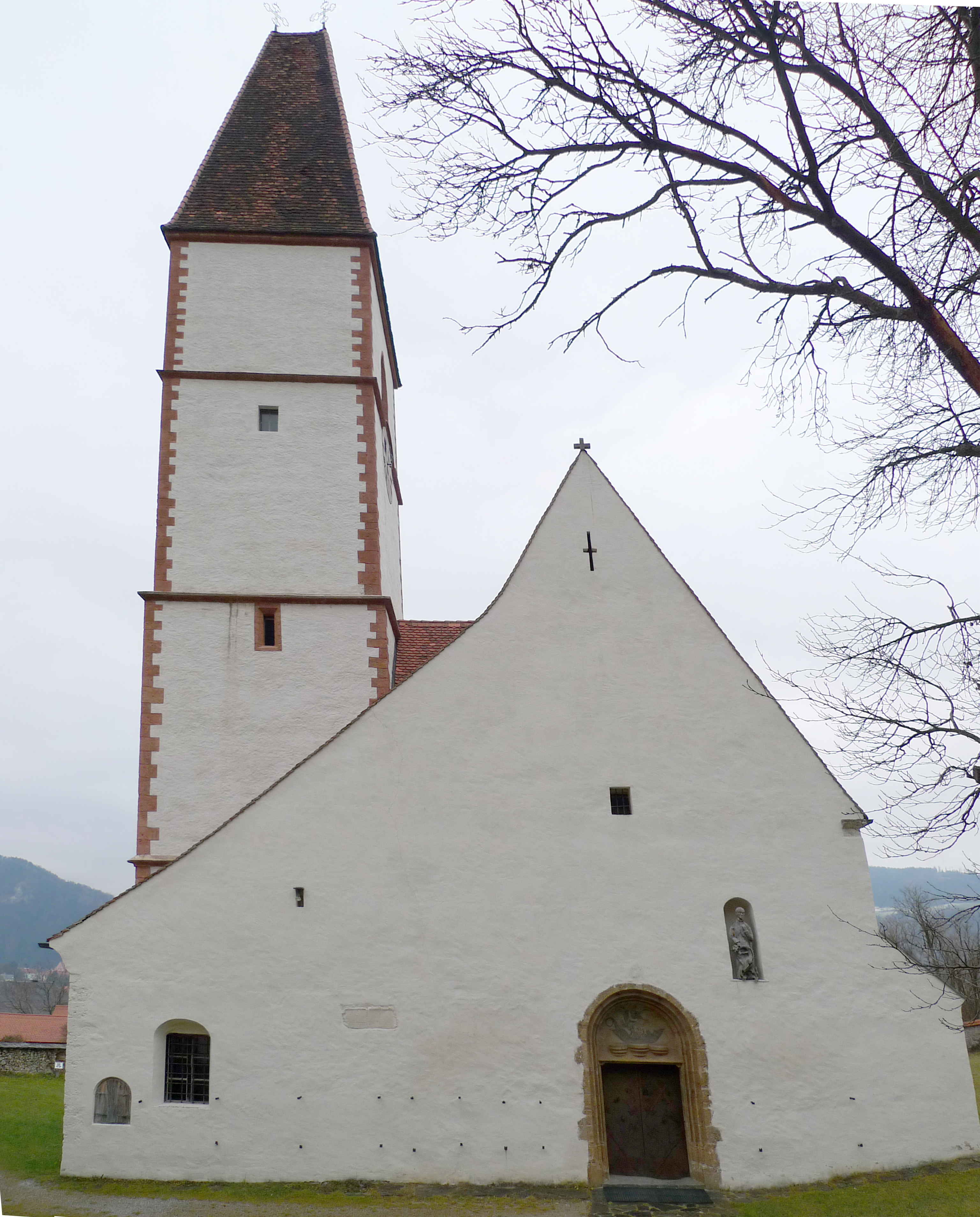
Westseite der Georgskirche

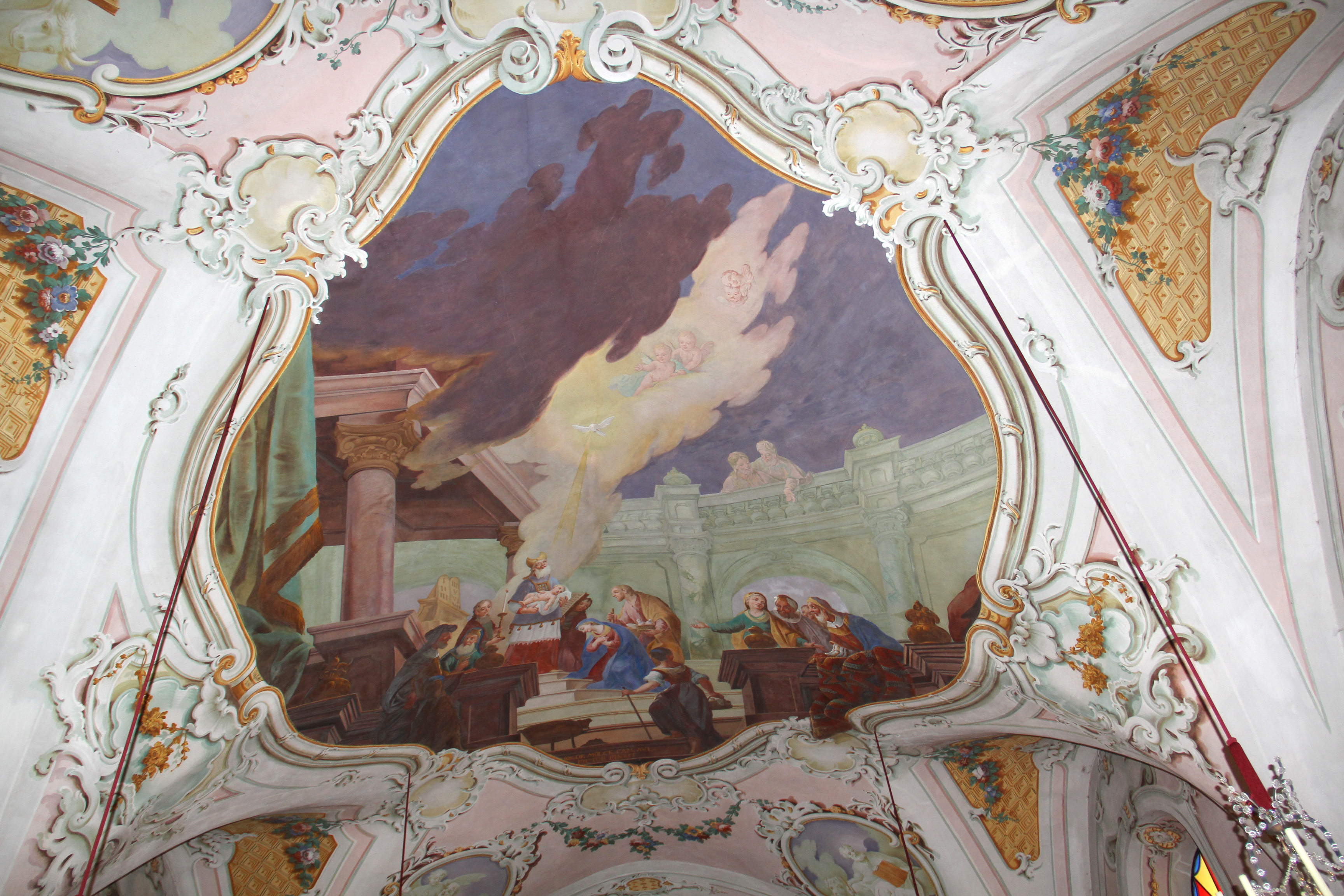
Das große Fresko im Langhaus, welches die Darbringung im Tempel zeigt

### Außen
Die Saalkirche ist von einer wehrhaften, den Kirchenhof umfassenden Mauer umgeben. Der nördlich an das Langhaus angebaute, viergeschoßige, gotische Kirchturm mit hohen Keildach wurde im 15. Jahrhundert errichtet. Er weist ein steinernes Kaffgesims auf, welches ab dem dritten Geschoß etwas schmäler wird. Die Schallfenster sind spitzbogig und die Glocken stammen aus dem Ende des 14. Jahrhunderts und aus dem Jahr 1474. An der Außenseite des Chores befinden sich kräftige, abgetreppte Strebepfeiler. Am Chorschluss wurde im ersten Drittel des 18. Jahrhunderts der barocke Florianialtar angebaut. Er verfügt über schmiedeeisernen Gitter aus dem ersten Viertel des 19. Jahrhunderts. Die südliche Langhausmauer weist barocke Stützpfeiler auf. Weiters findet man an der Außenmauer vier Initienkapellen sowie zwei Römersteine aus dem 1. und 2. Jahrhundert.
Auch einige Grabsteine findet man an der Außenmauer. So etwa den des 1588 verstorbenen Niclas Wendl der mit der Darstellung von Kniefiguren vor dem gekreuzigten Jesus sowie zuoberst der personifizierten Dreifaltigkeit verziert ist. Das Relief auf den Grabstein des 1597 gestorbenen Paul Affenburger zeigt Figuren, welche vor dem auferstandenen Jesus knien. Beide Grabsteine, also sowohl der von Wendl als auch der von Affenburger, zeigen reformatorische Inhalte. Der Grabstein des Wenzel Ritter von Czerny († 1814) weist eine Nische mit der Darstellung einer trauernden Frau auf. Des Weiteren findet man noch den Grabstein der 1841 verstorbenen Johanna Sybold an der Außenmauer.

### Innen
Der Kircheninnenraum ist langgestreckt. Das im Kern romanische, dreijochige Langhaus hatte ursprünglich eine Flachdecke. Es wird heute von einem, vermutlich aus dem Jahr 1512 stammenden, gotischen Netzrippengewölbe mit entfernten Gewölberippen überspannt. Der Fronbogen ist eingeschnürt. Der aus dem 14. Jahrhundert stammende, ungleichmäßig zweijochige Chor hat einen Fünfachtelschluss und wird von einem gotischen Kreuzrippengewölbe mit entfernten Gewölberippen überwölbt. Bis auf zwei, sich im Chorschluss befindliche, gotische, zweibahnige Maßwerkfenster wurden alle Kirchenfenster barockisiert. Nördlich des Chores befindet sich die gotische, zweijochige Sakristei. Diese wird von einem Kreuzrippengewölbe mit runden Schlusssteinen überspannt. Die Schlusssteine haben Reliefs, von denen eines einen Engel und das andere das Lamm Gottes zeigt. Die auf zwei Rundpfeilern sitzende Empore im westlichen Teil des Langhauses stammt aus dem dritten Viertel des 18. Jahrhunderts und weist eine geschwungene Brüstung auf. Im westlichen Joch des Chores befinden sich zwei weitere Emporen, die ebenfalls aus dem dritten Viertel des 18. Jahrhunderts stammen. Das gotische Rundbogenportal im westlichen Teil des Langhauses ist profiliert und verstäbt. In seinem Tympanon befinden sich drei Figurenkonsolen sowie ein den heiligen Michael darstellendes Fresko. Das Fresko stammt vermutlich aus dem 17. Jahrhundert und wurde 1967 restauriert.
Südlich an den Chor ist die gotische Josephskapelle angebaut. Diese ist zweijochig, gegenüber dem Chor um sechs Stufen erhöht und kreuzrippengewölbt. Nördlich des Kirchturmes befindet sich die zweijochige, gotische Annakapelle, welche kreuzrippgenwölbt ist. Von den runden Schlusssteinen des Gewölbes ist einer mit einem Steinmetzwerkzeug verziert. Zwischen der Sakristei und dem Kirchturm befindet sich die barocke Aloysiuskapelle, welche zu Beginn des 18. Jahrhunderts errichtet wurde. Diese wird von einer Spiegeltonne überspannt, welche mit nach Art des Domenico Boscho gestalteten Stuckarbeiten verziert ist. Durch ein aus dem Anfang des 18. Jahrhunderts stammendes, schmiedeeisernes Gitter kann der Durchgang zum Langhaus versperrt werden.
Das Langhaus, den Chor und die Aloysiuskapelle ziert ein reicher, von Joseph Adam Ritter von Mölk in den Jahren 1769 und 1774 gestalteter, Freskenschmuck. Ein großes Fresko im Langhaus zeigt die Darbringung im Tempel und in den Ecken die vier Evangelisten. An der nördlichen Mauer befindet sich in einer perspektivisch gemalten Nische eine Darstellung Christi an der Geißelsäule. An den freien Wand- und Deckenflächen findet man verschiedene dekorative Malereien. Im Chor werden zwei Szenen aus dem Leben des Heiligen Georg sowie zwei Tugenden gezeigt. Zwei Felder in der Aloysiuskapelle sind mit Darstellungen des Heiligen Aloysius versehen. Weiters findet man in der Kapelle das um 1700 gemalte und 1980 restaurierte Wappen der Freiherren von Haydegg.
Im Kircheninnenraum befinden sich mehrere Grabsteine. Einer aus dem Jahr 1480 weist eine teilweise zerstörte Schrift auf und ist mit einem Dreipass verziert. Der rotmarmorne Grabstein der Brüder Tibol († 1501) und Leonhard († 1518) von Harrach ist mit einem ganzfigurigen Relief der beiden in Rüstung versehen. Der Grabstein des 1548 verstorbenen Caspar von Ratmansdorff mit einer Reliefhalbfigur in Rüstung besteht aus weißem Marmor. Eine Darstellung von Kniefiguren vor dem gekreuzigten Jesus schmückt den Grabstein des 1590 gestorbenen Johann Huber.

### Ausstattung
Der um 1773 bis 1775 errichtete Hochaltar nimmt den ganzen Chorschluss ein und wird Veit Königer zugeschrieben. Auf ihn stehen weiß gefasste Statuen der Heiligen Petrus und Paulus sowie des Gottvaters. Das den heiligen Georg zeigende Altarbild stammt von Joseph Adam Ritter von Mölk. Das freistehende Tabernakel stammt aus derselben Zeit wie der Hochaltar. Um 1764 entstand auch das Mölk zugeschriebene Fastenbild Jesu im Garten Getsemani am Hochaltar, welches in den Jahren 1864 und 2006 restauriert wurde. Die beiden Seitenaltäre stammen aus der Mitte des 18. Jahrhunderts. Auf dem linken Altar befindet sich eine Kopie des Gnadenbild Mariahilf aus der Passauer Wallfahrtskirche während sich auf den rechten ein 1769 von Mölk gemaltes Bildnis des Christus am Kreuz befindet. Der Altar der Josephskapelle stammt aus dem Ende und jener der Annakapelle aus dem dritten Viertel des 17. Jahrhunderts. Auf letzteren steht eine um 1520 gefertigte Gruppe der Anna selbdritt. Der im Stil des Rokoko gestaltete Altar der Aloysiuskapelle hat ein im Jahr 1768 von Mölk gemaltes Altarblatt, welches den Heiligen Aloysius zeigt. Die in der Mitte des 18. Jahrhunderts aufgestellte Kanzel wird Matthäus Krenauer zugeschrieben. Im Ende des 17. Jahrhunderts wurde die Orgel aufgestellt und ihre Werke wurden im Jahr 1814 verändert. Das Chorgestühl sowie die Kirchenbänke wurden in der Mitte des 18. Jahrhunderts angefertigt und besitzen gemalte Intarsien auf.
Weiters befindet sich in der Kirche eine aus dem Anfang des 18. Jahrhunderts stammende Statue des Heiligen Antonius und eine unter einem Baldachin stehende Marienstatue aus dem zweiten Viertel des 18. Jahrhunderts. In der Chornische findet man eine lebensgroße Pietà aus dem ersten Drittel des 18. Jahrhunderts. Gegenüber der Kanzel steht eine Statue des Heiligen Johannes Nepomuk aus der Zeit um 1770. In der Kirche hängen mehrere Bilder. Eines davon wurde 1692 von Matthias Echter gemalt und zeigt den Heiligen Antonius kniend vor der Muttergottes. Aus dem 17. Jahrhundert stammt das Gemälde von Noah, welcher gerade zu der Arche geht. Aus der zweiten Hälfte des 17. Jahrhunderts stammt das Bild des Apostels Matthias. Auf das Jahr 1709 wird das Votivbild mit dem heiligen Wandel datiert. Aus der Zeit um 1700 stammt das Bildnis des taufenden Franz Xaver, genauso wie das von Mölk angefertigte Gemälde von Christi Geburt. Das Bildnis der Heiligen Apollonia wurde im Stil des Rokokos in der zweiten Hälfte des 17. Jahrhunderts gemalt.
Die Kirche besitzt ein, im Jahr 1754 von Kaiserin Maria Theresia geschenktes Ornat.